# Vieques
Vieques (englisch auch Vieques Island [viˈeɪkəs ˈaɪlənd], spanisch Isla de Vieques [ˈisla ðe ˈbjekes], deutsch „Krabbeninsel“) ist eine zu Puerto Rico gehörende Insel in der Karibik. Sie bildet gleichzeitig eine der 78 eigenständigen Gemeinden Puerto Ricos und ist die größte Gemeinde sowie größte Insel der Spanischen Jungferninseln.

## Geographie
Die langgezogene Insel hat in ihrer Ost-West-Ausdehnung eine Länge von 33 Kilometern bei einer maximalen Breite von gut sieben Kilometern. Sie liegt gut zwölf Kilometer östlich der Hauptinsel Puerto Rico und hat eine Landfläche von zirka 135 km². Die höchste Erhebung der hügeligen Insel ist der Monte Pirata mit einer Höhe von etwa 300 Metern. Vieques hat rund 9530 Einwohner (Stand 2000), die überwiegend im Westen der Insel leben. Der Osten der Insel war über viele Jahre militärisches Sperrgebiet, da die USA dort einen Militärstützpunkt unterhielten.
Die Insel ist heute touristisch geprägt. Die meisten Feriengäste kommen aus den USA und vom Festland Puerto Ricos. Es bestehen regelmäßige Flugverbindungen zum Flughafen der Hauptstadt San Juan. Darüber hinaus verkehren täglich mehrere (Schnell-)Fähren zwischen Fajardo auf und Vieques.
Die Nebeninseln von Vieques liegen alle innerhalb von zwei, zumeist innerhalb von einem Kilometer Distanz von der Hauptinsel. Sie sind im Uhrzeigersinn aufgelistet, beginnend mit der nördlichsten Nebeninsel bis hin zur südlichsten:
- Roca Cucaracha (ein Felsen mit weniger als fünf Metern Durchmesser)
- Isla Yallis
- Roca Alcatraz
- Cayo Conejo
- Cayo Jalovita
- Cayo Jalova
- Isla Chiva
- Cayo Chiva
- Cayo de Tierra
- Cayo de Afuera (Cayo Real)

## Verwaltungsgliederung

Wappen

Vieques bildet zusammen mit ihren kleinen Nebeninseln die gleichnamige Gemeinde, die sich in acht barrios gliedert, einschließlich des Hauptortes Isabel Segunda:
| Barrio                   | Fläche km² | Bevölkerung (Zensus 2000) | Bevölkerungs- dichte | zugehörige Nebeninseln                                                              |
| ------------------------ | ---------- | ------------------------- | -------------------- | ----------------------------------------------------------------------------------- |
| Isabela II barrio-pueblo | 0,697      | 1459                      | 2093,3               | –                                                                                   |
| Florida                  | 11,554     | 4126                      | 357,1                | –                                                                                   |
| Llave                    | 15,421     | 8                         | 0,5                  | –                                                                                   |
| Mosquito                 | 6,279      | 0                         | 0,0                  | –                                                                                   |
| Puerto Diablo            | 45,324     | 984                       | 21,7                 | Roca Cucaracha, Isla Yallis, Roca Alcatraz, Cayo Conejo, Cayo Jalovita, Cayo Jalova |
| Puerto Ferro             | 21,200     | 856                       | 40,4                 | Isla Chiva, Cayo Chiva                                                              |
| Puerto Real              | 19,944     | 1673                      | 83,9                 | Cayo de Tierra, Cayo de Afuera (Cayo Real)                                          |
| Punta Arenas             | 11,227     | 0                         | 0,0                  | –                                                                                   |
| Vieques                  | 131,645    | 9106                      | 69,2                 |                                                                                     |

## Geschichte
Vieques wurde 1682 unter dem Namen Krabbeninsel von der dänischen Gesellschaft Dansk Vestindiske Kompagni (DVIK) für Dänisch-Westindien in Besitz genommen. Von 1689 bis 1693 stand die Insel unter brandenburgischer Annexion, vor Ort vertreten durch die 1682 gegründete Brandenburgisch-Africanisch-Americanische Compagnie, und ging 1698 kurzzeitig an Schottland.
Um 1800 wurde die Insel von Spaniern besiedelt.
Die United States Navy nutzte von 1941 bis 2003 Vieques als Manövergebiet sowie für Bombentests. Zwischenzeitlich waren 70 Prozent der Inselfläche militärisches Sperrgebiet. Nach ihrem Abzug am 1. Mai 2003 hinterließen die Militärs einen hochgradig mit Cadmium, Blei, Quecksilber, Uran und anderen Giften kontaminierten Boden. Als Folge davon wurde bei den Bewohnern der Insel eine erhöhte Zahl von Erkrankungen festgestellt. Studien des Gesundheitsamtes von Puerto Rico zeigten, dass zwischen 1985 und 1989 die Krebsrate 26 Prozent höher lag als der Durchschnitt der Bevölkerung Puerto Ricos.
Auch die deutsche Marine hat auf Vieques im Rahmen der Ausbildungsunterstützung durch die US-Marine jahrelang Landzielschießübungen auf der Schießbahn auf Vieques durchgeführt.
Der Flugunfall der Vieques Air Link 1977 bei einer Notwasserung forderte fünf Todesopfer. Neun Menschen kamen 1984 beim Vieques-Air-Link-Flug 901A ums Leben. 
Im Jahr 2017 wurde das einzige Gesundheitszentrum mit Labor und Kreißsaal auf der Insel durch Hurrikan Maria zerstört. Anfang 2020 bewilligte die US-Katastrophenschutzbehörde FEMA knapp 40 Millionen US-Dollar an Hilfsgeldern, um das Gesundheitszentrum wieder instand zu setzen.

## Söhne und Töchter der Insel
- David Pabón (* 1964), Salsa-Musiker